# Национальная библиотека Ямайки
Национальная библиотека Ямайки — национальная библиотека Ямайки. Она расположена по адресу 12 East Street в Кингстоне, Ямайка. Библиотека предоставляет доступ к различным коллекциям ямайской литературы, картам, фильмам, газетам, фотографиям и многому другому.

## История
Библиотека была основана в 1979 году Законом об Институте Ямайки 1978 года из коллекции Справочной библиотеки Вест-Индии, созданной Фрэнком Кундаллом в 1894 году. Национальная библиотека Ямайки является частью Института Ямайки.
На создание Национальной библиотеки повлияли предложения, которые относятся к 1960-м годам, когда необходимость в таком учреждении была определена Библиотечной ассоциацией Ямайки и другими заинтересованными организациями. Создание национальной библиотеки было одной из основных рекомендаций Плана создания национальной системы документации, информации и библиотек для Ямайки, разработанного в 1977 году Национальным советом по библиотекам, архивам и службам документации [NACOLADS]. Сам NACOLADS был основан в 1973 году для консультирования правительства по вопросам планирования и координации библиотечных и архивных служб на Ямайке.
Закон о Национальной библиотеке Ямайки был разработан в 2003 году, но вступил в силу 31 декабря 2010 года. Закон называется Закон о Национальной библиотеке Ямайки 2010 года. Этот закон подтверждает автономию Национальной библиотеки; учреждает Национальную библиотеку в качестве юридического лица и обеспечивает правовую основу для формализации мандатов и деятельности библиотеки.

## Цель
Основная задача библиотеки — сбор и сохранение, организация и обеспечение доступа ко всем публикациям, касающимся Ямайки и её народа; включая публикации, созданные как на Ямайке, так и за пределами острова.
Библиотека модернизировала библиотечную систему в стране, особенно доступ к фондам. Здесь хранятся как редкие, так и современные объекты, включая коллекции книг, аудиокниг, карт и планов, рукописей, газет, фотографий, аудиовизуальных материалов, плакатов, сериалов, микрофильмов, календарей, гравюр, открыток и программ мероприятий. К примеру, библиотека стала местом хранения материалов первой женской организации острова.
Национальная библиотека Ямайки не разрешает заимствовать свои фонды для домашнего использования, так как её содержимое предназначено только для исследовательских целей, однако она предоставляют читателям читальные залы, базы данных и ксерокопии избранных материалов.

## Подразделения
Библиотека состоит из трех отделов:
Технический отдел
- Аудиовизуальные и микрографические услуги
- Исследования и информация
- Сохранение и сохранение
- Особые коллекции

Сети и пользовательские службы
- Каталогизация
- Отдел коллекций
- Информационные сетевые системы
- Развитие цифровых ресурсов

Корпоративный сервис
- Отдел счетов
- Управление человеческими ресурсами и администрация

## Правление
Национальной библиотекой управляет правление, в настоящее время состоящее из 13 членов, которые отвечают за нормативные положения и общий надзор за библиотекой.
На 2019 год в число этих членов входят:
- Джой Дугас, председатель,
- Лидия Роуз, заместитель председателя,
- отец Майкл Аллен,
- Вивиан Кроуфорд,
- Эдвард Боуг,
- Трой Кейн (27 октября 2008 г. — 10 января 2019 г.),
- Дон Генри,
- доктор Полетт Керр,
- Келли Магнус,
- Эвон Маллингс,
- Джолетт Рассел,
- Беверли Лэшли (национальный библиотекарь),
- Ролфорд Джонстон (представитель персонала)[9].

## Примечание
1. ↑  https://books.google.co.jp/books?id=HSFu99FCJwQC&pg=PA405
2. ↑  http://nlj.gov.jm/history/
3. ↑  Post Office Address. National Library of Jamaica. Дата обращения: 26 ноября 2012. Архивировано 10 ноября 2012 года.
4. ↑  History - The National Library of Jamaica. nlj.gov.jm. Дата обращения: 18 мая 2019. Архивировано 31 марта 2019 года.
5. ↑  History of the National Library of Jamaica. National Library of Jamaica. Дата обращения: 26 ноября 2012. Архивировано 22 ноября 2012 года.
6. ↑  History | The National Library of Jamaica. nlj.gov.jm. Дата обращения: 17 ноября 2019. Архивировано 31 марта 2019 года.
7. ↑  Frequently Asked Questions | The National Library of Jamaica. nlj.gov.jm. Дата обращения: 17 ноября 2019. Архивировано 22 июля 2018 года.
8. ↑  Departments | The National Library of Jamaica. nlj.gov.jm. Дата обращения: 17 ноября 2019. Архивировано 6 апреля 2019 года.
9. ↑  Governance | The National Library of Jamaica. nlj.gov.jm. Дата обращения: 17 ноября 2019. Архивировано 1 апреля 2019 года.